# قاعة مشاهير الطب الكنديين
قاعة مشاهير الطب الكنديين (بالإنجليزية: Canadian Medical Hall of Fame، وبالفرنسية: Temple de la renommée médicale canadienne) هي منظمة خيرية كندية، أُسست سنة 1994 لتكريم الكنديين الذين أسهموا في فهم الأمراض وتحسين صحة البشر. لهذه المنظمة متحف في مدينة لندن بمقاطعة أونتاريو، وتقيم كل عام حفلًا تضم فيه أعضاء جددًا إلى قاعة المشاهير.

## المكرمون

### 1994

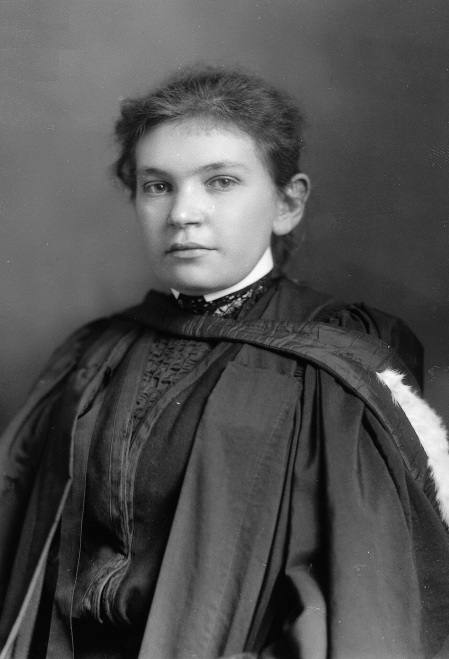
مود أبوت

- تشارلز جورج دريك
- تشارلز هربرت بست
- جاك جينيه
- جون براون
- جيمس برترام كوليب
- فردريك غرانت بانتنغ
- مود إليزابيث سيمور أبوت
- دوغلاس هارولد كوب
- ويلدر بنفيلد
- ويليام أوسلر

### 1995
- بروس تشاون
- روبرت بروس سولتر
- شارل فيليب لوبلون
- مايكل سميث
- هربرت جاسبر
- هنري بارنت
- ويليام ثورنتون مستارد

### 1997

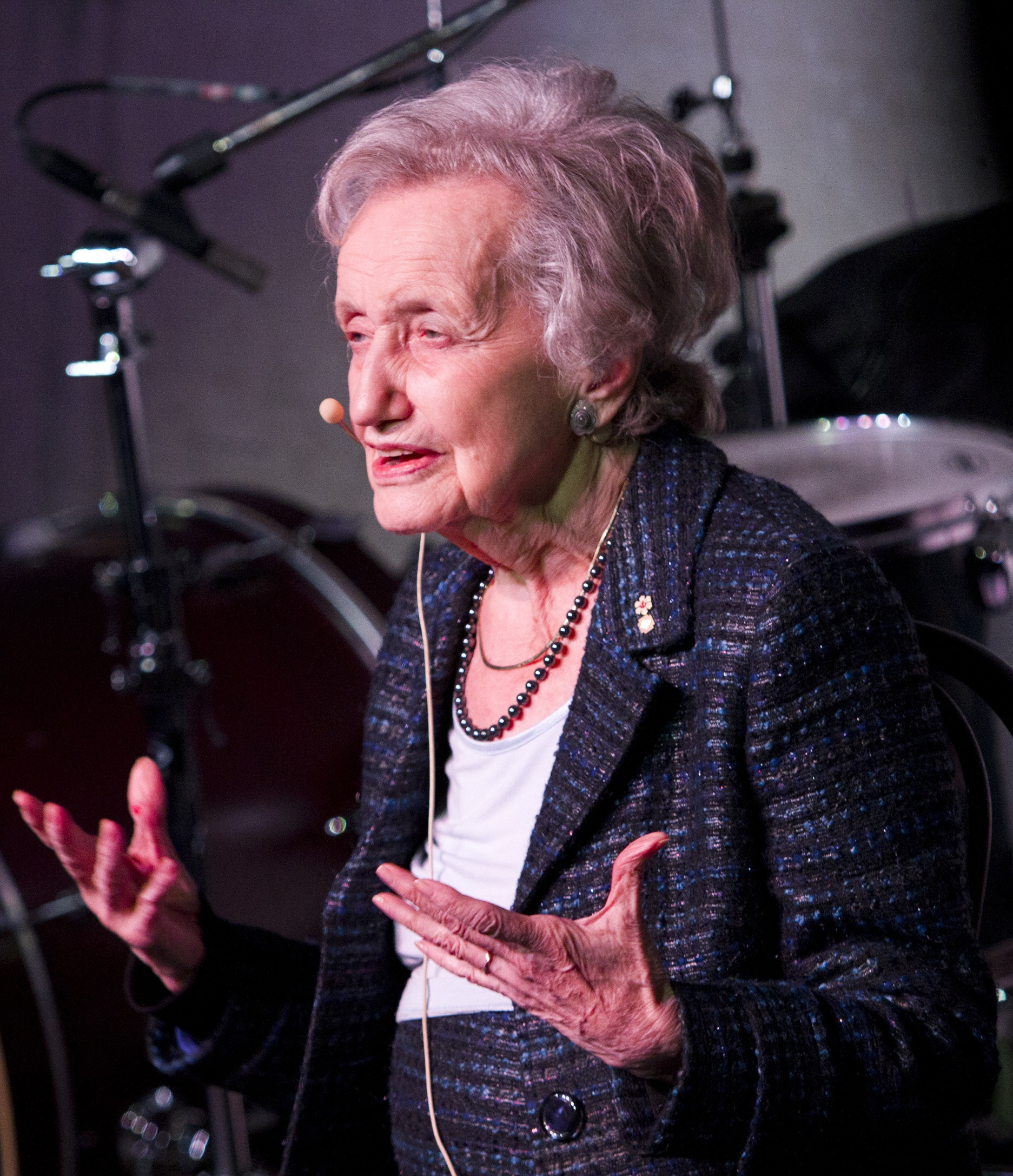
بريندا ميلنر

- بريندا ميلنير
- بيير ماسون
- تشارلز توماس بير
- روبرت نوبل
- لويس سيمينوفيتش
- هنري برو
- ويلفريد توماسون غرينفل
- ويلفرد غوردون بيغلو

### 1998

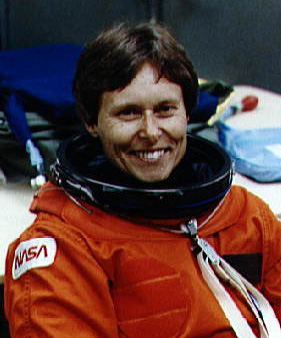
روبرتا بوندار

- تشارلز ميلر فيشر
- تومي دوغلاس
- راي فاركهارسون
- روبرتا بوندار
- غوستاف جينغراس
- كلود فورتييه
- مود منتن
- موراي بار
- نورمان بيثيون
- هارولد إلفورد جونز
- هاينز ليمان

### 2000
- برنار بيلو
- جاك هيرش
- جورج مالكوم براون
- جون روبرت إيفانز
- ديفيد ساكيت
- ليونورا كينغ

### 2001
- بيتر لوهيد
- تشارلز سكرايفر
- جون برادلي
- فردريك مونتيزامبرت
- لوسيل تيسديل-كورتي
- هنري فريزن
- ويليام غالي

### 2003

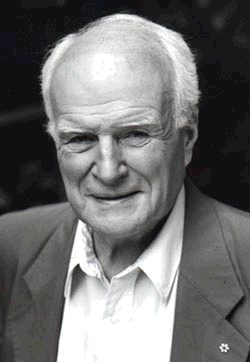
فريزر مستارد

- تشارلز برنتون هوغنس
- تشارلز هولينبرغ
- دونالد أولدنغ هب
- فريزر مستارد
- ماري-مارغريت ديوفيل
- ويليام فايندل

### 2004

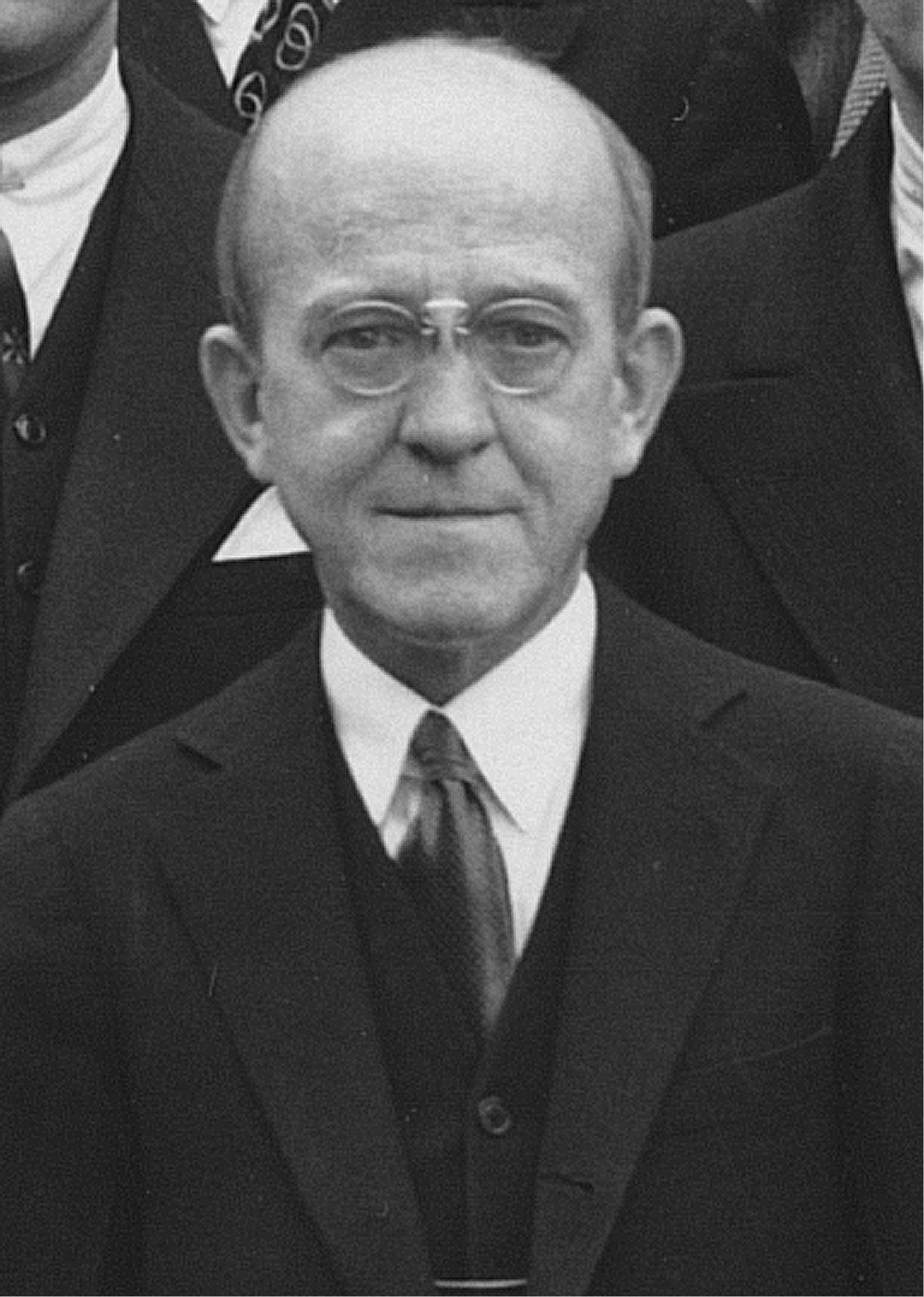
أوزوالد آفري

- إرنست ماكيلوش
- أوزوالد آفري
- جون جيرالد فيتزجيرالد
- جيمس تيل
- مارك لالوند
- موريس لوكلير

### 2006
- أنطوني باوسون
- أيان ماكويني
- جون ماكئيتشرن
- ديفيد هوبل
- هانز سيلييه

### 2007
- إليزابيث باغشو
- إندل تولفينغ
- جان ديسو
- فيليكس دهيريل
- ويلبرت كيون

### 2009

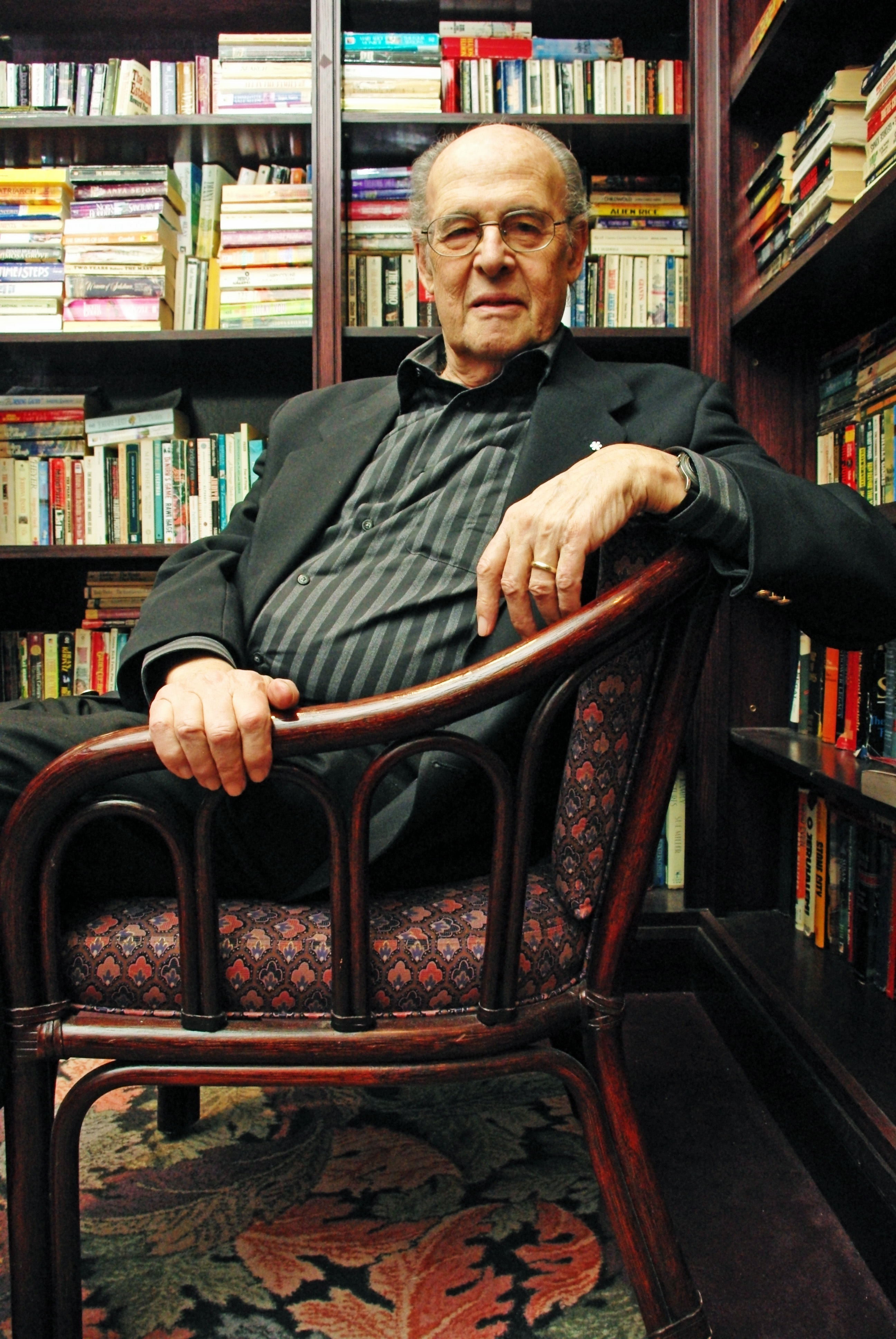
رونالد ملزاك

- تاك واه ماك
- تشارلز تيتور
- رونالد ملزاك
- سيلفيا فيدوروك
- ملادن فرانيتش

### 2010
- ألان بيرتون
- جيمس هوغ
- فيرا بيترز
- فيل غولد
- كالفن ستيلر
- ويليام آرثر كوكرين

### 2011
- ألان رونالد
- ألبرت أغوايو
- بول ديفيد
- جون بيننستوك
- جوناثان كامبل ميكنز
- ديفيد لورن تيريل[1]

### 2012
- أرمان فرابييه
- بيتر ماكلم
- تيري فوكس
- جون جيمس ريكارد مكليود
- جون ديركس
- كلارك فريزر
- لاب-تشي تسوي

### 2013

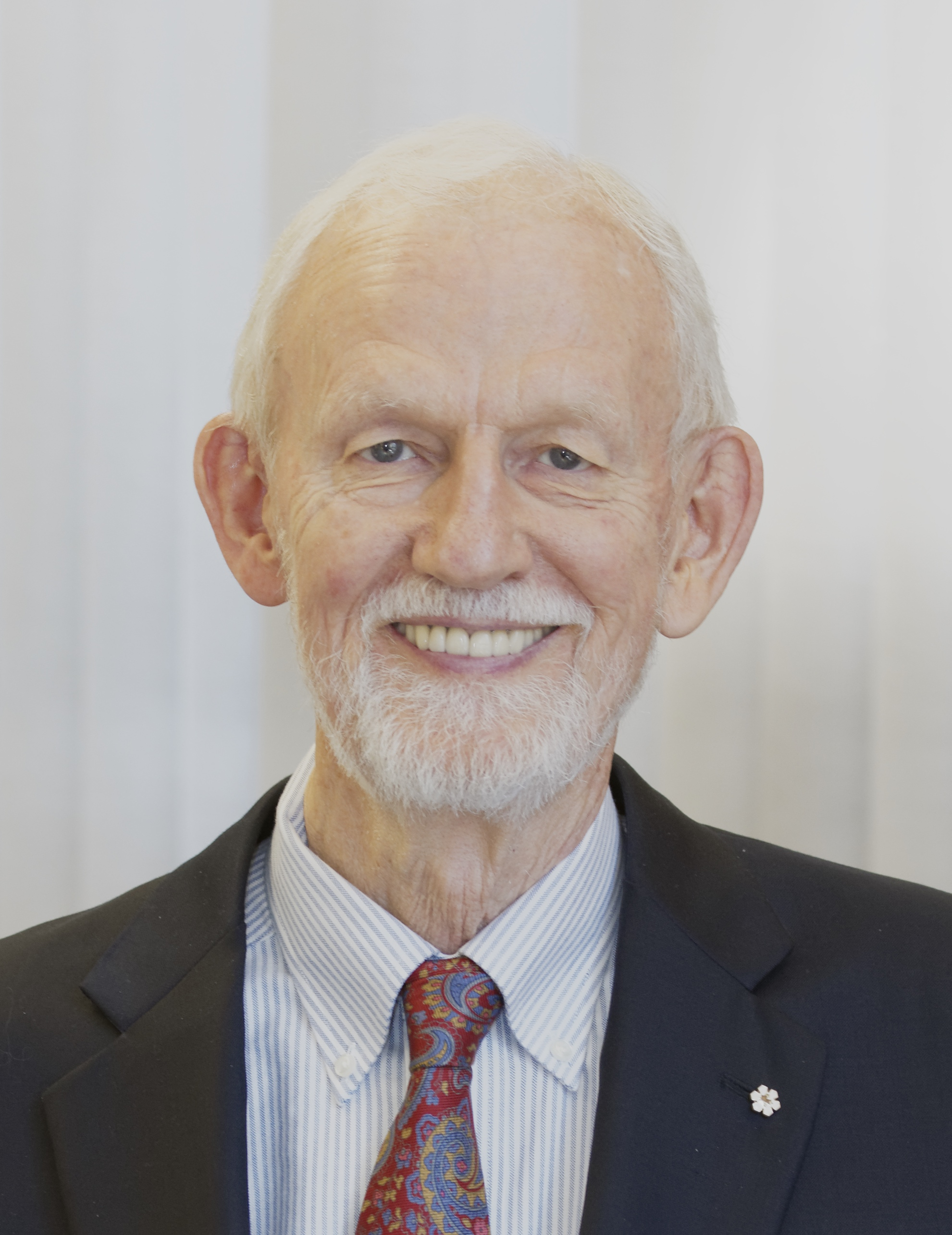
ديفيد ماكلينان

- أرنولد نايمارك
- أنطوان حكيم
- ديفيد ماكلينان
- كلود روي
- أيان راستد
- بيته ستيفنسون

### 2014
- أدولفو دي بولد
- توماس جون موراي
- رونالد وورتون
- سالم يوسف
- ماكس سينادر
- والتر ماكنزي

### 2015
- ألان بيرنشتاين
- برنارد لانغر
- جوديث جوسلين هول
- جون ماكريه
- خوليو مونتانر
- دانكن سنكلير

### 2016

تشارلز توبر

- تشارلز توبر
- غوردون غويات
- كريستوفر ديفيد نايلور
- مارك وينبرغ
- ماي كوهن
- مايكل بليس[2]

### 2017
- إيميت ماثيو هول
- ريتشارد غولدبلوم
- ف. إستل سايمونز
- مايكل هايدن
- ميشيل بيرجيرون
- ميشيل كريتيان

## وصلات خارجية
- الموقع الرسمي (بالإنجليزية) (بالفرنسية)